# Kasama
Kasama ist die Hauptstadt der Nordprovinz von Sambia. Der Ort mit 179.636 Einwohnern (2022) liegt circa 1380 Meter über dem Meeresspiegel. Sie ist Sitz der Verwaltung des gleichnamigen Distrikts.
Hauptsprache ist die Sprache Bemba.

## Geschichte
1918 drang die von Deutsch-Ostafrika kommende deutsche „Schutztruppe“ unter Paul von Lettow-Vorbeck bis Kasama vor. Dort erfuhr diese am 13. November 1918 vom Waffenstillstand in Europa. Nach Beenden der letzten Kämpfe am 18. November 1918 marschierten Briten und Deutsche nach Abercorn, heute Mbala im Süden des Tanganjika-Sees, wo Lettow-Vorbeck die Waffen niederlegte. An der Straße nach Mpika steht ein Denkmal für ihn.

## Demografie
| Jahr      | 1963 | 1969 | 1974   | 1990   | 2000   | 2010    | 2022    |
| --------- | ---- | ---- | ------ | ------ | ------ | ------- | ------- |
| Einwohner | 6700 | 8900 | 16.400 | 47.653 | 74.243 | 101.845 | 179.636 |

## Klimatabelle
|                       | Jan  | Feb  | Mär  | Apr  | Mai  | Jun  | Jul  | Aug  | Sep  | Okt  | Nov  | Dez  |   |      |
| Mittl. Tagesmax. (°C) | 25,9 | 26,3 | 25,8 | 26,2 | 25,5 | 24,3 | 24,5 | 26,3 | 29,9 | 30,9 | 28,3 | 26,6 | ⌀ | 26,7 |
| Mittl. Tagesmin. (°C) | 16,4 | 16,5 | 16,5 | 15,8 | 13,4 | 10,3 | 9,8  | 11,2 | 14,2 | 16,5 | 16,6 | 16,5 | ⌀ | 14,5 |
|                       |      |      |      |      |      |      |      |      |      |      |      |      |   |      |
| Niederschlag (mm)     | 281  | 233  | 249  | 68   | 10   | 1    | 0    | 0    | 1    | 20   | 152  | 264  | Σ | 1279 |
|                       |      |      |      |      |      |      |      |      |      |      |      |      |   |      |
| Sonnenstunden (h/d)   | 4,2  | 4,6  | 5,2  | 8,1  | 8,9  | 9,7  | 10,3 | 10,3 | 9,8  | 8,5  | 6,9  | 5,8  | ⌀ | 7,7  |
|                       |      |      |      |      |      |      |      |      |      |      |      |      |   |      |
| Regentage (d)         | 22   | 19   | 16   | 7    | 1    | 0    | 0    | 0    | 0    | 3    | 12   | 22   | Σ | 102  |
|                       |      |      |      |      |      |      |      |      |      |      |      |      |   |      |
| Luftfeuchtigkeit (%)  | 77   | 78   | 78   | 76   | 65   | 59   | 55   | 49   | 44   | 54   | 61   | 72   | ⌀ | 63,9 |

| 16,4 |

| 16,5 |

| 16,5 |

| 15,8 |

| 13,4 |

| 10,3 |

| 9,8 |

| 11,2 |

| 14,2 |

| 16,5 |

| 16,6 |

| 16,5 |

| 16,4 |

| 16,5 |

| 16,5 |

| 15,8 |

| 13,4 |

| 10,3 |

| 9,8 |

| 11,2 |

| 14,2 |

| 16,5 |

| 16,6 |

| 16,5 |

## Wirtschaft
Die Stadt gilt als eines der größten Handelszentren des Binnenstaates. Wirtschaftlich lebt Kasama von der Versorgung der Provinz, aber auch von der Landwirtschaft. Es gibt die Kalungwishi Sugar Estate und eine Zuckerraffinerie. Neuerdings wird im Umland Kaffee angebaut, dessen Qualität als gut bis sehr gut gilt und für den Export taugt.

## Infrastruktur
Über Kasama wird der gesamte Norden Sambias versorgt. Es gibt eine Tankstelle, Geschäfte, zwei Hotels sowie einige Restaurants. Es gibt ein Ausbildungsseminar für Lehrer, Grund- und Sekundarschulen, in Misamfu das Zambia Agricultural Research Institute und Krankenhäuser. Die Stadt ist auch Sitz des römisch-katholischen Erzbistums Kasama, dessen Kathedrale die Cathedral of St. John the Apostle ist.
Kasama liegt an einem Abzweig (Mpika-Mbala) des Tanzam Highway, der Sambia mit Tansania und dessen Häfen verbindet. Die Eisenbahnstrecke Tanzania–Zambia Railway (TAZARA) führt auf der Strecke von Daressalam über Mbeya nach Lusaka durch die Stadt. Auch eine ungeteerte 3000 Meter lange Start- und Landebahn ist vorhanden.

## Tourismus
Miombo-Waldland prägt die Landschaft. Touristisch sind die Chishimba-Fälle nahe der Stadt und einige prähistorische Felsmalereien von Bedeutung.

## Persönlichkeiten
- Edward Chilufya (* 1999), Fußballspieler
- Evans Kangwa (* 1992), Fußballspieler
- Kings Kangwa (* 1999), Fußballspieler